# ウエスタンドリーム
『ウエスタンドリーム』 (WESTERN DREAM) は、1992年9月にセガから発売されたメダルゲーム機である。

## 概要
6つのステーションそれぞれの筐体上部に2つずつメダルの投入口があり、最大12人同時プレーが可能なプッシャーゲームである。
モチーフはアメリカ西部開拓時代。筐体上部にはメダル約100枚を積んだ汽車が走っており、ボーナス時はこの汽車からメダルがプッシャーフィールドに払い出される。BGM2種のうち1曲は「A列車で行こう」。
現在でこそプッシャーゲーム（特に多人数でプレイできるマスプッシャー）は大量のメダル払い出しが当たり前になっているが、当時は大量メダルの払い出しボーナスを搭載したゲームが多くなかったため、メダル獲得の期待感から人気を集めた。長い間全国のアミューズメント施設で楽しまれたゲームであったが、発売から25年以上が経過した現在での稼働店舗はごく僅かとなっている。

## 遊び方
メダルを投入した際にメダルが通される盤面には、ルーレット・すごろくの他、左右に動いているスタートチェッカーがある。
スタートチェッカーにメダルが入ると、盤面のルーレットが回転する。ランプが数字の書かれた所に止まるとその枚数分のメダルが払い出される。「1 STEP」「2 STEP」に止まると、すごろくがその数だけ進む。
すごろくが左端のゴールに到達すると、ボーナスとして筐体上部の列車からメダルがフィールドに払い出される。

## シリーズ・後継作品
- ギャラクシードリーム -ウエスタンドリーム2-（1999年）
- 銀河鉄道999 ギャラクシーエキスプレス（2001年）
  - ギャラクシードリームと同じ筺体を使用したバージョンアップ版。
- ウエスタンドリーム ゴールド（2007年）
  - 同社のシングルプッシャー・メダリンクシリーズの第1弾。初代『ウエスタンドリーム』の世界観を再現しており、ミニゲームなども追加されるなどパワーアップしているラスベガスに停まるとジャックポットを獲得できる。

## その他
セガの携帯電話サイト「セガ モバイルフレンズ」（セガモバ）にて、2003年4月15日から同年6月30日までの間、本機のiアプリ版が配信された。基本ルールは実機同様だが、すごろくがゴールに到達するとモバイルサイトのポイント抽選に挑戦できる「ゴールドメダル」が獲得できる。